# Andrew Collett
Andrew Collett (ur. 8 listopada 1978) – australijski judoka. Dwukrotny olimpijczyk. Odpadł w eliminacjach w Sydney 2000 i Atenach 2004. Walczył w wadze półlekkiej i lekkiej.
Uczestnik mistrzostw świata w 1997, 1999, 2003 i 2007. Startował w Pucharze Świata w 1999 i 2000. Zdobył sześć medali mistrzostw Oceanii w latach 1998 - 2008. Mistrz Australii w latach 1997–2000, 2002, 2003 i 2007.

## Letnie Igrzyska Olimpijskie 2000
| Konkurencja | Eliminacje           | Eliminacje             | Klas. końcowa |
| Konkurencja | Przeciwnik I         | Przeciwnik II          | Miejsce       |
| ----------- | -------------------- | ---------------------- | ------------- |
| 66 kg       | Javier Wanga (ARU) Z | Zhang Guangjun (CHN) P | 2 runda.      |

## Letnie Igrzyska Olimpijskie 2004
| Konkurencja | Eliminacje                    | Klas. końcowa |
| Konkurencja | Przeciwnik I                  | Miejsce       |
| ----------- | ----------------------------- | ------------- |
| 73 kg       | Krzysztof Wiłkomirski (POL) P | 1 runda.      |